# Portugiesische Badmintonmeisterschaft 1963
Die Portugiesische Badmintonmeisterschaft 1963 fand in Lissabon statt. Es war die sechste Austragung der nationalen Titelkämpfe in Portugal.

## Titelträger
| Disziplin    | Sieger                               |
| ------------ | ------------------------------------ |
| Herreneinzel | Alegre dos Santos                    |
| Dameneinzel  | Isabel Rocha                         |
| Herrendoppel | Rui Damásio Mário Mateus             |
| Damendoppel  | Emília Carneiro Maria José Guimarães |
| Mixed        | José Azevedo Isabel Rocha            |